# KOMAG-01
KOMAG-01(Korea Magnet-01)은 대한민국 최초로 자기부상열차 연구를 위해 개발한 차량이다. 한국전기연구원 내의 20m 길이 시험궤도에서 시험운행했으며, 부상 방식은 흡인식이다. 궤도에서 8mm 부상한다.

## 현황
- 1편성만이 제작되었으며, 국립중앙과학관에서 전시되고 있다.